# Veneer

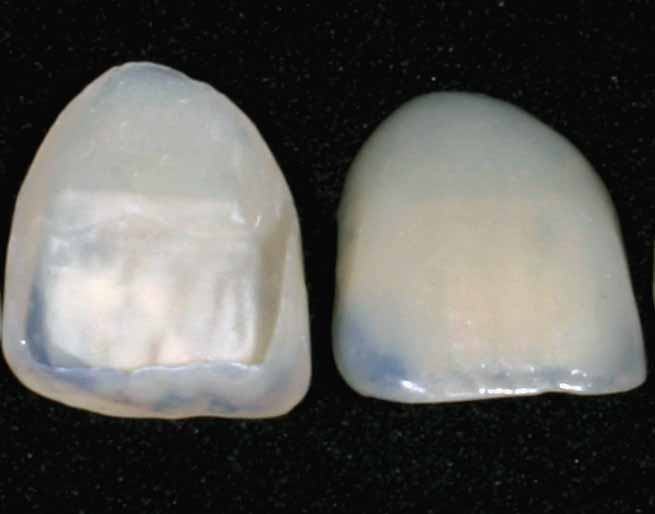
Konventionelles Keramik-Veneer

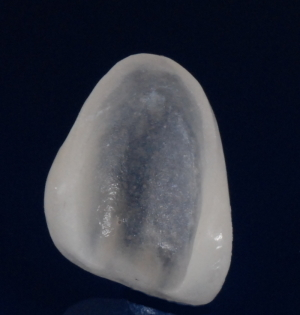
Dünnes Non-Invasives-Veneer

Veneer (englisch für Furnier) oder Verblendschale ist eine Verblendhaftschale für die Zähne. Die Haftschale besteht entweder aus Kunststoff oder Keramik. Mit Veneers können leichte Zahnfehlstellungen, Zahnlücken, Zahnfarben und lokale Verfärbungen ausgeglichen werden. Sie werden deshalb meist auf den Frontzähnen aufgebracht.

## Geschichte
Erste Veneers gab es in den 1930er Jahren, damals noch als Kunststoff-Veneers. Der damalige Kinderstar Shirley Temple hatte angeblich zu kurze Milchzähne. Am Set musste ihr Zahnarzt immer mit etlichen Veneers für sie zugegen sein. Die Klebetechnik war damals noch nicht bekannt. Diese frühen Veneers waren viel dicker als die heutigen. Sie mussten mühsam mit Gebiss-Haftpaste angeklebt werden und hielten nur einige Stunden auf den Zahnoberflächen. Es war der kalifornische Zahnarzt Charles L. Pincus, der Gründer und erste Präsident der American Academy of Aesthetic Dentistry, der 1937 in einem Vortrag vor der California State Dental Association (heute in Sacramento) feststellte: „Ein gewinnendes Lächeln, das eine ebenmäßige Reihe von natürlichen, weiß schimmernden Zähnen zeigt, ist ein wesentlicher Faktor, um jene schwer zu beschreibende, alles bestimmende Charakteristik zu erreichen, die man Persönlichkeit nennt.“ Pincus, der Stars wie Marilyn Monroe und James Dean behandelte und 1986 im Alter von 82 Jahren starb, gilt gemeinsam mit Ronald Goldstein als der „Vater der Veneers“. Für seine Verdienste wurde er u. a. in die Hall of Fame der University of Southern California aufgenommen.

## Eigenschaften
Veneers sind sehr dünn und lichtdurchlässig. Das verwendete Keramikmaterial ist chemisch inert, es geht also im Mund nicht in Lösung und ist deshalb biologisch verträglich. 
Veneers werden von Zahntechnikern oder in CAD/CAM-Zentren hergestellt. Es gibt Zahntechniker, die sich auf die Herstellung von keramischen Veneers spezialisiert haben.

## Vorgehen
Veneers werden mit Spezialkleber auf die Zahnoberfläche aufgebracht. In der Regel werden bei ihrem Einsatz alte Kunststofffüllungen oder Eckenaufbauten entfernt.
Es wird eine Schicht (0,3–1,0 mm) vom Zahnschmelz abgetragen. Es wird ein Abdruck genommen. Die provisorische Versorgung erfolgt mit Kunststoffveneers. Der Zahntechniker fertigt das Veneer auf dem Modell an und gibt es zum Einsetzen zum Zahnarzt. Nach der Einprobe durch den Zahnarzt wird der Zahn gereinigt und idealerweise mit Hilfe von Kofferdam trockengelegt. Der Zahnschmelz wird angeätzt, eventuell frei liegendes Dentin wird mit einem sogenannten Dentinadhäsiv behandelt. Das Keramikveneer wird mit speziellem Keramik-Ätzgel behandelt und silanisiert, um eine gute Haftung des Komposit-Kunststoff-Klebers zu gewährleisten. Das Verkleben der Keramik mit dem Zahn ist recht aufwändig und dauert in der Regel mit allen vorbereitenden Maßnahmen etwa 30 Minuten pro Zahn.
Mittlerweile gibt es Einsetzhilfen, mit denen alle Veneers eines Patienten gleichzeitig eingesetzt werden können. Dadurch kann beim Einsetzen etwa 80–90 % der Zeit gegenüber dem herkömmlichen Vorgehen eingespart werden.

## Non-Invasive-Veneers
Die Anwendung neuer Techniken ermöglicht, Veneers in der Materialstärke von Kontaktlinsen herzustellen, mit einer durchschnittlichen Stärke von etwa 0,3 mm. Sie bieten den Vorteil, dass sie unmittelbar auf die Zahnhartsubstanz, also ohne vorheriges Beschleifen des Zahnes, aufgebracht werden können. Diese Non-Prep- oder auch Non-Invasive-Veneers bieten außerdem die Möglichkeit erweiterter Indikationen. Im Gegensatz zu herkömmlichen Veneers können sie adhäsiv auch auf früheren Kunststofffüllungen, Keramikkronen oder Brücken befestigt werden.

## Kosten
Die Kosten für Veneers aus Keramik oder Hybridkunststoff sind unterschiedlich. Ob und in welchem Umfang dann einem privat krankenversicherten Patienten die Honorar- und Laborkosten für die Anfertigung und den Einsatz solcher Präparationen von seiner Krankenversicherung zu erstatten sind, sorgt mitunter für Streit. Wenn das Veneer nicht lediglich aus ästhetischen Gründen verwendet wird, sondern als vertretbare Heilbehandlung anzusehen ist, gelangt das Landgericht Frankfurt am Main in einem Urteil aus dem Jahr 2004 zu einer Erstattungspflicht der privaten Krankenversicherung.

## Risiken
Größter Nachteil invasiver Veneers ist die Irreversibilität. Der abgeschliffene Zahnschmelz ist unwiederbringlich verloren, so dass bei Verlust oder einer notwendigen Entfernung wieder ein Veneer oder eine Krone angebracht werden müssen. Werden alte Zahnfüllungen entfernt, besteht durch die umfangreichen Einschleifmaßnahmen das Risiko einer Zahnfraktur. Bei mikroskopisch kleinen Undichtigkeiten kann es darüber hinaus zu bräunlichen Verfärbungen der Veneers kommen. Außerdem bergen die notwendigen Einschleifmaßnahmen das Risiko einer chronischen Pulpitis (Zahnmarkentzündung), über das der Arzt aufklären muss.
Abgesehen von seltenen Allergien gegen das Befestigungsmaterial stellt der Einsatz von Keramik-Veneers in der Regel keine gesundheitliche Gefährdung dar, weil das Keramikmaterial eine sehr hohe Bioverträglichkeit hat. Probleme gibt es nur bei sehr massiv fluoridiertem Zahnschmelz. 
Vorliegende klinische Langzeituntersuchungen belegen, dass innerhalb von sechs Jahren nur zwei Prozent der Keramik-Veneers verloren gehen. Dies hat zur Anerkennung des Verfahrens durch die Deutsche Gesellschaft für Zahn-, Mund- und Kieferheilkunde (DGZMK) geführt.